# زیزید پایین
زیزید پایین (به لاتین: Aşağı Zəyzid) یک منطقه مسکونی در جمهوری آذربایجان است که در شهرستان شکی واقع شده است.